# Faramondo
Faramondo (títol original en italià; en català, Faramond, HWV 39) és una òpera en tres actes amb música de Georg Friedrich Händel i llibret en italià adaptat de l'obra Faramondo d'Apostolo Zeno.
Fou estrenada al King's Theatre de Londres el 3 de gener de 1738. Se'n van fer 8 representacions i no es va tornar a programar més. La primera producció moderna va ser a Halle el 5 de març de 1976. Una traducció a l'anglès, feta per Bruce Wetmore (àries) i Guy Pugh (recitatius) es va estrenar per a una representació de la Handel Opera Company a Berkeley el 23 de febrer de 1985. Actualment es representa molt poc; en les estadístiques d'Operabase només apareix amb 3 representacions en el període 2008-2013.

## Personatges
| Personatge                      | Tipus de veu          | Repartiment de l'estrena (3 de gener de 1738) |
| ------------------------------- | --------------------- | --------------------------------------------- |
| Faramondo, rei dels francs      | mezzosoprano/castrato | Gaetano Majorano, conegut com a "Caffarelli"  |
| Clotilde, la seva germana       | soprano               | Elisabeth Duparc                              |
| Gustavo, rei dels cimbres       | baix                  | Antonio Montagnana                            |
| Rosimonda, la seva filla        | mezzosoprano          | Maria Antonia Marchesini                      |
| Adolfo, el seu fill             | soprano               | Margherita Chimenti                           |
| Gernando, rei dels sueus        | contralt              | Antonia Merighi                               |
| Teobaldo, general dels cimbres  | baix                  | Antonio Lottini                               |
| Childerico, el seu suposat fill | veu blanca            | William Savage                                |